# 悪夢のメモリー
『悪夢のメモリー』（あくむのメモリー、原題: Nightmares）は、1980年に公開されたオーストラリア映画。
オーストラリアのスラッシャー映画である。

## あらすじ
幼い頃、母親を事故で亡くしたキャシー。16年後、キャシーはヘレンと名を変えて女優になっていた。やがて、ヘレンが所属している劇団内で何者かによる、ガラスの破片を凶器とした猟奇殺人が起こる。

## キャスト
- テリー・ブサンコ - ゲイリー・スウィート
- キャシー/ ヘレン・セレック - ジェニー・ニューマン
- ジョージ・ダルバーグ - マックス・フィップス
- ベネット・コリングウッド - ジョン・マイケル・ホーソン

## スタッフ
- 監督 - ジョン・ラモンド
- 撮影‐ ギャリー・ワプショット
- 編集‐ コリン・エッグルストン
- 音楽 - ブライアン・メイ